# Martin Järveoja
Martin Järveoja, né le 18 août 1987, un copilote de rallye et judoka estonien.

## Biographie
Martin Järveoja commence sa carrière de copilote de rallye en 2006, à la suite d'une sélection nationale en Estonie. Parallèlement à son activité automobile, il pratique le judo au niveau national. Il remporte notamment le titre de champion d'Estonie dans la catégorie des moins de 73 kg en 2010.
Pour ses débuts internationaux, il assiste son compatriote Karl Kruuda en 2010 en Junior WRC, saison où ils terminent 4e. Ils continuent ensemble et concourent successivement en IRC (2010), en WRC S2000 (2011-2012) et en WRC 2 (2013-2016).
En 2017, il laisse Kruuda pour copiloter Ott Tänak, avec qui il découvre le championnat WRC avec l'équipe M-Sport et avec qui il remporte la même année son premier rallye WRC en Sardaigne. Il termine la saison 3e du championnat et est élu copilote de l’année par les fans.
En février 2021, avec Ott Tänak, ils remportent l'Otepää Talveralli, devant le Belge Thierry Neuville et son copilote Martijn Wydaeghe.